# Монтерки
Монтѐрки (на италиански: Monterchi) е село и община в централна Италия, провинция Арецо, регион Тоскана. Разположено е на 356 m надморска височина. Населението на общината е 1847 души (към 2010 г.).